# Hymenochaonia melanonota
Hymenochaonia melanonota är en stekelart som först beskrevs av Cameron 1911.  Hymenochaonia melanonota ingår i släktet Hymenochaonia och familjen bracksteklar. Inga underarter finns listade i Catalogue of Life.